# Liste der Kantone im Département Haute-Loire
Das Département Haute-Loire liegt in der Region Auvergne-Rhône-Alpes in Frankreich. Es untergliedert sich in drei Arrondissements mit 19 Kantonen (französisch cantons).
Siehe auch: Liste der Gemeinden im Département Haute-Loire

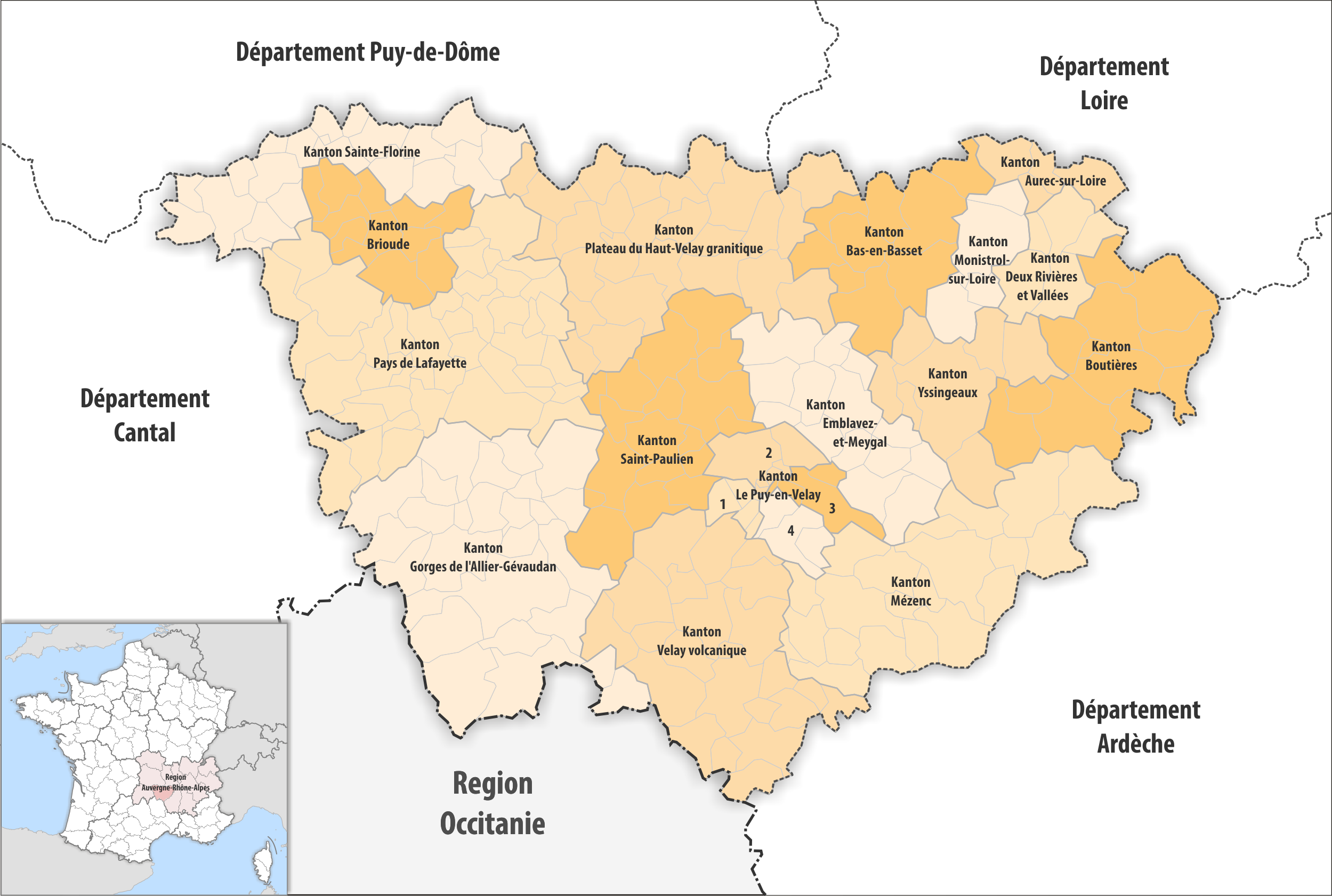
Gemeinden und Kantone im Département Haute-Loire

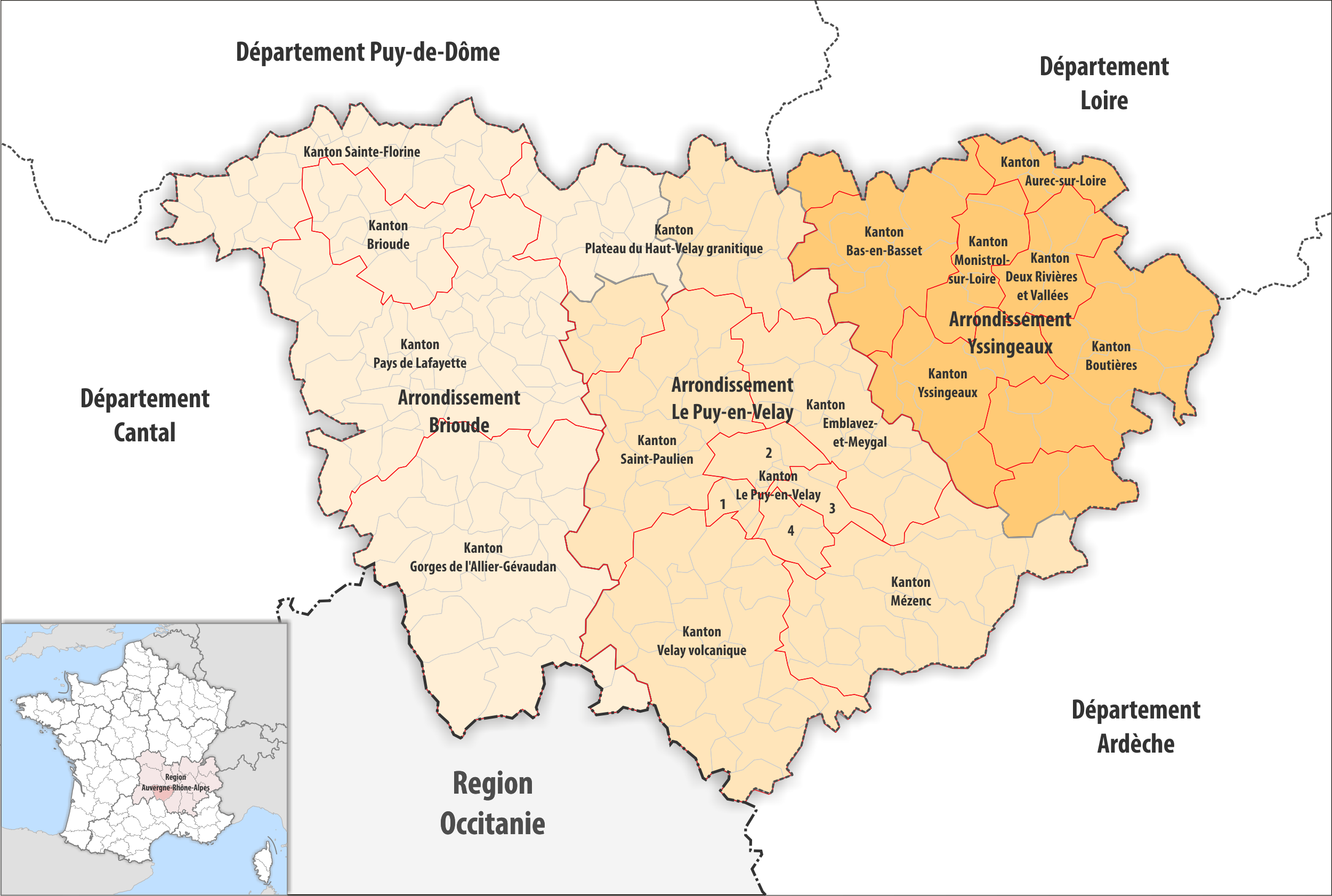
Gemeinden, Arrondissemente und Kantone im Département Haute-Loire

| Kanton                           | Gemeinden | Einwohner 1. Januar 2022 | Fläche km² | Dichte Einw./km² | Code INSEE | Arrondissement(e)                    |
| -------------------------------- | --------- | ------------------------ | ---------- | ---------------- | ---------- | ------------------------------------ |
| Aurec-sur-Loire                  | 4         | 14.671                   | 65,00      | 226              | 4301       | Yssingeaux                           |
| Bas-en-Basset                    | 9         | 13.467                   | 240,24     | 56               | 4302       | Yssingeaux                           |
| Boutières                        | 12        | 12.614                   | 325,68     | 39               | 4303       | Yssingeaux                           |
| Brioude                          | 12        | 13.169                   | 160,31     | 82               | 4304       | Brioude                              |
| Emblavez-et-Meygal               | 14        | 13.010                   | 258,33     | 50               | 4306       | Le Puy-en-Velay                      |
| Gorges de l’Allier-Gévaudan      | 26        | 9.150                    | 627,77     | 15               | 4307       | Brioude                              |
| Mézenc                           | 21        | 11.363                   | 481,82     | 24               | 4308       | Le Puy-en-Velay, Yssingeaux          |
| Monistrol-sur-Loire              | 4         | 14.106                   | 102,05     | 138              | 4309       | Yssingeaux                           |
| Pays de Lafayette                | 41        | 9.123                    | 623,23     | 15               | 4310       | Brioude                              |
| Plateau du Haut-Velay granitique | 26        | 9.529                    | 512,67     | 19               | 4311       | Brioude, Le Puy-en-Velay, Yssingeaux |
| Le Puy-en-Velay-1                | 3 1⁄4     | 12.781                   | 26,16      | 489              | 4312       | Le Puy-en-Velay                      |
| Le Puy-en-Velay-2                | 5 1⁄4     | 13.002                   | 56,43      | 230              | 4313       | Le Puy-en-Velay                      |
| Le Puy-en-Velay-3                | 3 1⁄4     | 11.315                   | 40,14      | 282              | 4314       | Le Puy-en-Velay                      |
| Le Puy-en-Velay-4                | 2 1⁄4     | 11.442                   | 45,84      | 250              | 4315       | Le Puy-en-Velay                      |
| Les Deux Rivières et Vallées     | 5         | 14.161                   | 105,64     | 134              | 4305       | Yssingeaux                           |
| Saint-Paulien                    | 18        | 10.297                   | 334,37     | 31               | 4316       | Le Puy-en-Velay                      |
| Sainte-Florine                   | 21        | 11.381                   | 291,54     | 39               | 4317       | Brioude                              |
| Velay volcanique                 | 23        | 10.885                   | 474,49     | 23               | 4318       | Le Puy-en-Velay                      |
| Yssingeaux                       | 7         | 12.695                   | 205,43     | 62               | 4319       | Yssingeaux                           |
| Département Haute-Loire          | 257       | 228.161                  | 4.977,14   | 46               | 43         | –                                    |

## Liste ehemaliger Kantone
Bis zum Neuzuschnitt der französischen Kantone im März 2015 war das Département Haute-Loire wie folgt in 35 Kantone unterteilt:
| Arrondissement  | Kantone |
| --------------- | --- |
| Brioude         | Auzon, Blesle, Brioude-Nord, Brioude-Sud, La Chaise-Dieu, Langeac, Lavoûte-Chilhac, Paulhaguet, Pinols, Saugues |
| Le Puy-en-Velay | Allègre, Cayres, Craponne-sur-Arzon, Fay-sur-Lignon, Loudes, Le Monastier-sur-Gazeille, Pradelles, Le Puy-en-Velay-Est, Le Puy-en-Velay-Nord, Le Puy-en-Velay-Ouest, Le Puy-en-Velay-Sud-Est, Le Puy-en-Velay-Sud-Ouest, Saint-Julien-Chapteuil, Saint-Paulien, Solignac-sur-Loire, Vorey |
| Yssingeaux      | Aurec-sur-Loire, Bas-en-Basset, Monistrol-sur-Loire, Montfaucon-en-Velay, Retournac, Saint-Didier-en-Velay, Sainte-Sigolène, Tence, Yssingeaux |